# Палецкий, Фёдор Дмитриевич
Князь Фёдор Дмитриевич Палецкий (ум. 26/27 января 1564 года) — воевода и окольничий на службе русского царя Ивана Васильевича Грозного.

## Биография
Рюрикович в XVIII колене, из рода удельных князей Палецких, сын боярина и воеводы князя Дмитрия Фёдоровича Палецкого Щереды (ум. 1561). Братья — князья Семён (ум. 1564), Василий (ум. 1567), Андрей (ум. 1579]) и Борис (ум. после 1579 года).

## Служба
По некоторым данным, князь Фёдор Дмитриевич Палецкий всю жизнь был сыном боярским и лишь под старость его приблизили к царскому двору, возвели в сан окольничего и сделали полковым воеводой, поскольку князья Палецкие (Палицкие) породнились с царской семьей.
В 1552 году во время осады русскими войсками Казани князь Фёдор Дмитриевич Палецкий находился в составе сторожевого полка вторым головой у воеводы князя Петра Андреевича Куракина.
В январе 1564 года князь Фёдор Дмитриевич Палецкий вместе со своим братом Семёном участвовал в битве с литовской армией при Чашниках, во время которой оба погибли.
Потомства не оставил.